# 장지셴
장지셴(중국어 간체자: 张继先, 정체자: 張繼先, 병음: Zhāng Jìxiān, 1966년 ~ )은 중국의 호흡기학 의사이다. 후베이성 중서의 결합 의원(湖北省中西醫結合醫院)에서 호흡기내과 주임을 역임했으며 코로나19의 원인이 되는 코로나바이러스인 SARS-CoV-2(중증급성호흡기증후군 코로나바이러스 2)를 발견한 것으로 알려져 있다. 장지셴은 중국공산당의 당원이기도 하다.

## 경력
후베이성 황강시 출신인 장지셴은 1985년에 후베이 의과대학(현재의 우한 대학 의학부)에 입학하여 1989년 7월에 임상 의학을 졸업하고 의사로 근무하기 시작했다. 2003년에 일어난 사스 유행 당시에 장지셴은 14년 동안 임상 업무에 종사해 왔다. 이 기간 동안에 장지셴은 질병 예방에 대한 강한 인식을 발전시켰다. 2005년부터 후베이성 중서의 결합 의원에서 호흡기내과 부주임을 역임했고 2009년에 호흡기내과와 소화기내과가 분리되면서 호흡기내과 주임이 되었다.
장지셴은 코로나19 범유행 시기이던 2019년 12월 26일에 원인을 알 수 없는 비정상적인 폐렴을 발견했는데 12월 27일에 후베이성 중서의 결합 의원에 보고되었다. 병원은 해당 질병을 우한시 장한구 질병통제예방센터에 보고했다. 12월 28일과 29일에는 유사한 사례가 2번째로 보고되었다. 12월 31일에는 환자 6명의 폐포 새척액에서 신종 코로나바이러스(SARS-CoV-2)가 검출되었다. 장지셴은 2020년 2월 6일에 장지셴은 우한시 인적 자원 사회 보장국, 후베이성 인적 자원 사회 보장국, 후베이성 보건 위원회로부터 표창을 받았다. 신화통신사는 장지셴이 병원 치료의 최전선에서 '지도자'라고 평가했다. 장지셴은 같은 해 11월 24일에 중국공산당 중앙위원회, 중화인민공화국 국무원으로부터 전국선진공작자(全國先進工作者) 칭호를 받았다.